# Miszkieniki
Miszkieniki (biał. Мішкенікі, ros. Мишкеники) – wieś na Białorusi, w obwodzie grodzieńskim, w rejonie grodzieńskim, w sielsowiecie Odelsk.
W dwudziestoleciu międzywojennym wieś leżała w Polsce, w województwie białostockim, w powiecie sokólskim.